# Карловы

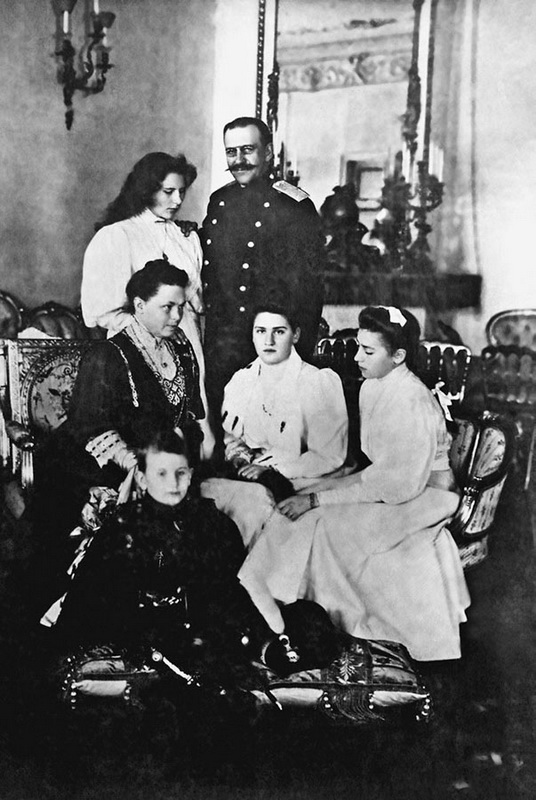
Герцог Георгий Георгиевич Мекленбург-Стрелицкий с женой графиней Натальей Фёдоровной Карловой, их дети: Екатерина Георгиевна, Мария Георгиевна, Наталья Георгиевна и Георгий Георгиевич Карловы

Карловы (нем. von Carlow) — дворянский род.
Наталья Федоровна Вонлярлярская (1858—1921), морганатическая супруга (1890 год) немецкого герцога на русской службе Георгия Георгиевича Мекленбург-Стрелицкого. Дядя супруга, Великий герцог Фридрих-Вильгельм Мекленбург-Стрелицкий, даровал Наталии Федоровне и её будущим детям титул графов Карловых (нем. von Carlow; согласно легенде — по поместью Карловка на Полтавщине; в действительности — по владению Карлов в княжестве Ратцебургском). Тогда же был пожалован и герб, включающий гербы Ростокской земли и Шверинского княжества, принадлежавших Мекленбургу. Титул и герб были подтверждены в России. Супруги имели четырёх детей, которые именовались графами Карловыми:
- Екатерина Георгиевна (1891—1940), 28 января (10 февраля) 1913 года вышла замуж за князя Владимира Эммануиловича Голицына (1884—1954). Супруги имели трёх сыновей (Николая (1913—1999), Георгия (1916—1992), Эммануила (1918—2002). Погибла во время бомбардировки Лондона;
- Мария Георгиевна (1893—1979), 14 (27) ноября 1916 года в Тифлисе вышла замуж за князя Бориса Дмитриевича Голицына (1892—1919), погибшего в бою за г. Царицын. Дети от этого брака — Дмитрий (1917, Кисловодск — 1944, Нидерланды) и Наталья (1920, Ялта-?). В 1929 году вышла замуж за графа Владимира Петровича Клейнмихеля (1901—1982), от этого брака — дочь Софья;
- Наталья Георгиевна (1894—1913);
- Георгий Георгиевич (Георг Александр) (1899—1963), в 1928 году усыновлён дядей, Михаилом Георгиевичем, и стал носить титул герцога цу Мекленбург, графа фон Карлов[1]". После пресечения старших линий Мекленбургского дома права на их титулы перешли к потомкам Георгия Георгиевича, ставшим их единственными наследниками. 7 октября 1920 года женился на Ирине Михайловне Раевской (1892—1955), вдове графа Александра Михайловича Толстого (1888—1918), дочери генерал-майора Михаила Николаевича Раевского (1841—1893) и княжны Марии Григорьевны Гагариной (1851—1941), внучке Н. Н. Раевского и князя Г. Г. Гагарина. В браке родилось трое детей. 25 июля 1956 года обвенчался с австрийской эрцгерцогиней Шарлоттой Габсбург-Лотарингской (1921—1989), старшей дочерью последнего императора Австрии Карла I (1887—1922) и Циты Бурбон-Пармской (1892—1989).

Во время Гражданской войны Наталья Фёдоровна с детьми на британском военном корабле эвакуировалась из Крыма, откуда через Константинополь и Париж добралась до Лондона, где и обосновалась.

## Описание герба
Щит пересечён. В верхней лазоревой части золотой дракон, обращённый вправо, с червлёными глазами и языком. В нижней золотой части украшенная драгоценными камнями серебряная епископская митра, под ней накрест две серебряных епископских патерицы.
Над щитом графская корона, увенчанная дворянским коронованным шлемом. Нашлемник — два золотых орлиных крыла, между ними золотая голова дракона, обращённая вправо, с высунутым червлёным языком. Намёт лазоревый, подложенный золотом. Герб рода графов Карловых внесён в Часть 20 Общего гербовника дворянских родов Всероссийской империи, стр. 27.